# Agylla septentrionalis
Agylla septentrionalis là một loài bướm đêm thuộc phân họ Arctiinae, họ Erebidae.